# Mlajša gospa
Mlajša gospa je neuradno ime, s katerim je arheolog Victor Loret leta 1898 poimenoval eno od mumij iz grobnice KV35 v Dolini kraljev. Mumija je imela tudi oznaki KV35YL (YL – Younger Lady, angl. »Mlajša gospa«) in 61072 in je zdaj v Egipčanskem muzeju v Kairu. Z nedavno analizo DNK so mumijo prepoznali kot mater faraona Tutankamona ter hčerko faraona Amenhotepa III. in njegove kraljeve žene Tije. Domneva, da mumija pripada kraljici Nefretete, se je izkazala za napačno, ker ni Nefretete nikjer naslovljena s »kraljeva hči«.

## Odkritje
V KV35 sta bili ob njeni še dve drugi mumiji: mumija mladega fanta, ki je umrl star približno deset let in je bil verjetno Vebensenu, in mumija starejše gospe, ki je bila z nedavno analizo DNK prepoznana kot Tije, žena Amenhotepa III. Mumije so ležale v majhni predsobi grobnice Amenhotepa II. Bile so gole in neprepoznane. Vse tri so zelo poškodovali roparji grobov.

## Identiteta
Identiteta Mlajše gospe je bila predmet številnih špekulacij. Zaradi obrite glave so jo sprva imeli za mladega moškega. Kasneje so ugotovili, da je ženska, sodobnica Amenhotepa II.
Fletcher je leta 2003 predlagal, da je Mlajša gospa kraljica Nefretete. Analiza DNK je pokazala, da je bila Tutankamonova mati. Analiza je odkrila tudi to, da je bila sestra svojega moža, oba pa sta bila otroka faraona Amenhotepa III. in njegove žene Tije. Njuno sorodstvo je izključilo možnost, da je bila Mlajša gospa Nefreteta ali njegova druga žena Kija. Možnost, da je Mlajša gospa bila Sitamon, Izida ali Henuttaneb, se zdi neverjetna, ker so bile vse tri velike žene njenega očeta Amenhotepa III. Poročilo zaključuje, da je mumija verjetno Nebetah ali Beketaten, ena od hčera Amenhotepa III. Zanjo ni znano, da bi se poročila s svojim očetom, čeprav je imel s Tije osem hčera.
Nekaj egiptologov še vedno podpira teorijo, da je Mlajša gospa Nefretete. Zagovorniki genetske identifikacije razlagajo zelo podobne DNK mumij iz Osemnajste dinastije kot rezultat treh generacij porok  prvih bratrancev in sestričen in ne ene same poroke brata in sestre. Nefretete ni imela nobenega sina.
Četudi je bila Mlajša gospa hči faraona (Amenhotep III.), sestra in verjetno žena drugega faraona (Ehnaton) in mati tretjega faraona (Tutankamon), ni bila vidna osebnost. Do drugega desetletja 21. stoletja še niso odkrili nobenega njej posvečenega napisa, reliefa ali kipa. V Tutankamonovi grobnici KV62 so bili spominki iz njegovega življenja in vladanja, vendar na nobenem od teh predmetov ni omenjena njegova mati, kar je v popolnem nasprotju z vplivnimi materami drugih faraonov Osemnajste dinastije, ki so živele med  vladanjem svojih sinov. Zdi se, da Tutankamon med svojim vladanjem ni imel kraljice-matere (mwt nswt), kar kaže, da je umrla pred njegovim prihodom na prestol. To potrjuje, da je bila Mlajša gospa manj pomembna Ehnatonova žena, ki je umrla, preden je Tutankamon postal kralj. Willeke Wendrich meni, da je bila verjetno Ehnatonova priležnica. Ugotavlja tudi to, da so faraoni običajno imeli več žena, kar je pogosto povzročilo, da je bilo več sinov potencialnih kandidatov in rivalov za očetov prestol.